# 安念精一
安念 精一（あんねん せいいち、1887年3月18日 - 1972年2月5日）は、日本の経営者、銀行家。安田銀行社長。安田財閥再建期の最高責任者。

## 経歴
富山県東礪波郡太田村（現・砺波市）出身。安念次左衛門の長男。1909年（明治42年）早稲田大学卒業。同年、安田銀行に入る。大正から昭和期にかけての安田系グループ企業の経営者。大垣共立銀行役員、安田信託銀行社長、などを経て、昭和20年（1945年）9月安田銀行（現・みずほ銀行）社長に就任。しかし、翌年、公職追放となった。